# Teatro San Bartolomeo

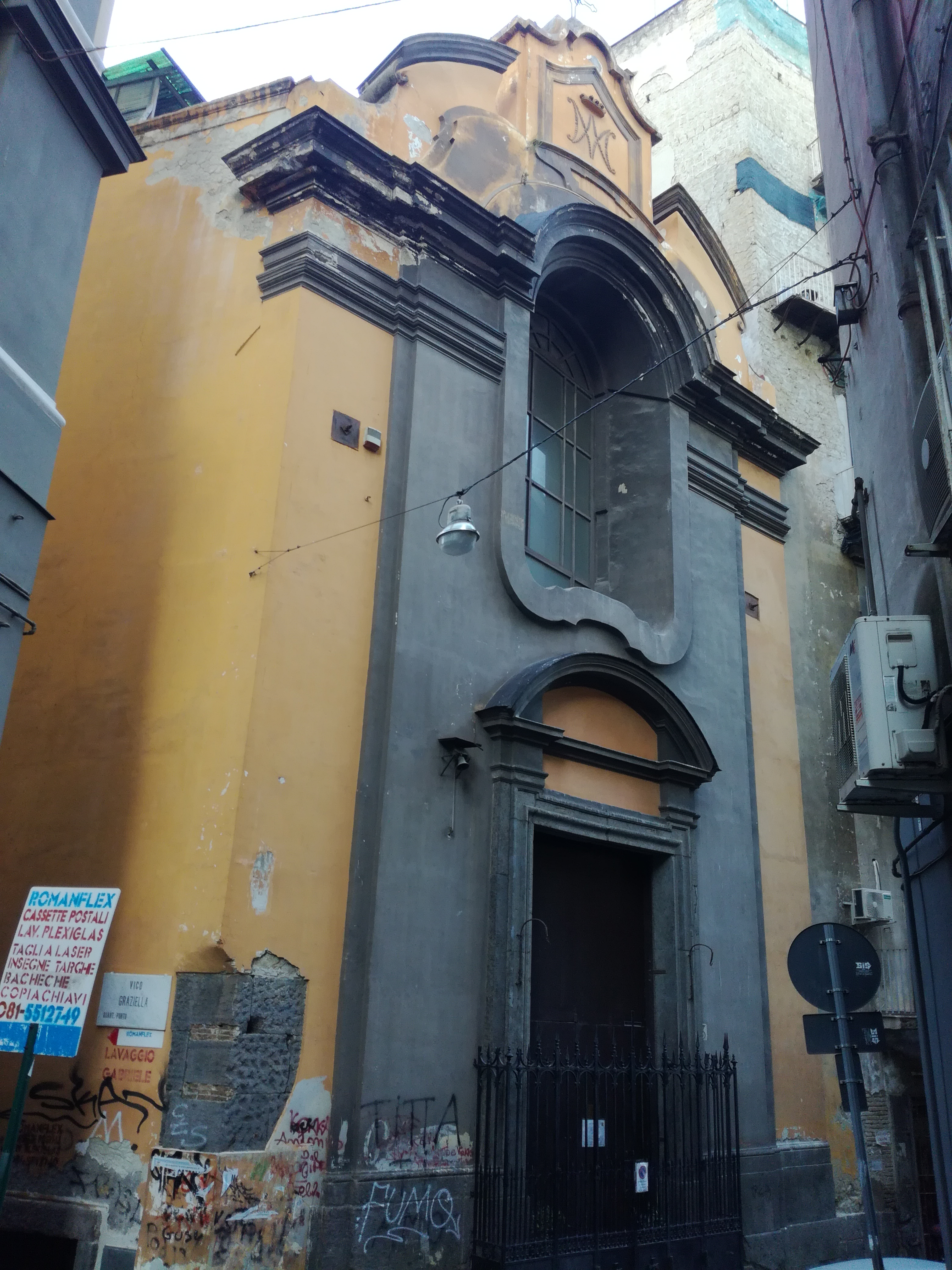
Fassade der Chiesa della Graziella in der rua Catalana in Neapel, wo sich einst das Teatro San Bartolomeo befand

Das San Bartolomeo war ein bedeutendes Theater und Opernhaus in Neapel, dessen Blütezeit im späten 17. und frühen 18. Jahrhundert lag. Es lag an der Via San Bartolomeo und war das wichtigste Opernhaus der Stadt  vor der Eröffnung des Teatro San Carlo 1737.

## Geschichte
Das San Bartolomeo wurde 1620/21 bei der gleichnamigen Kirche eröffnet und gehörte zum Ospedale degli Incurabili (Hospital der Unheilbaren), welches bereits 1583 vom spanischen König Philipp II. das Recht bekommen hatte, mithilfe von Einnahmen aus Theateraufführungen die barmherzigen Aktivitäten bzw. das Krankenhaus des Klosters zu unterstützen. Dieses Privileg wurde 1646 von Philipp IV. erneuert.
Das Gebäude erlitt 1647–1648 Schäden durch ein Erdbeben und brannte 1681 ab, es wurde beide Male repariert bzw. wieder aufgebaut.
Im San Bartolomeo wurden zunächst verschiedene Theaterstücke und Komödien aufgeführt. Ab etwa 1640 war es Schauplatz der ersten Aufführungen von Pastoralen und Opern in Neapel. Dabei handelte es sich zunächst um Werke auswärtiger Komponisten wie Benedetto Ferrari, und insbesondere auch von venezianischen Komponisten wie Francesco Cavalli oder Claudio Monteverdi, die jedoch oft von neapolitanischen Komponisten wie Francesco Provenzale oder Giuseppe Alfiero überarbeitet und mit zusätzlichen musikalischen Einlagen angereichert wurden. Die ersten Werke lokaler Komponisten waren vermutlich Provenzales Ciro (1653?) und La fedeltà trionfante von Alfiero (1655). Es dauerte noch bis 1684 bis zur Aufführung einer Oper, deren Libretto und Musik ausschließlich von neapolitanischen Meistern stammten. Im San Bartolomeo ging auch ab 1680 der Stern des großen Alessandro Scarlatti auf, von dem hier zahlreiche Opern (ur-)aufgeführt wurden (siehe Liste unten).
Mit dem San Bartolomeo ist auch der Name des bekannten Schriftstellers und Librettisten Andrea Perrucci (1651–1704) verbunden. Zu den Impresarii des Theaters gehörte im 17. Jahrhundert auch die Schauspielerin und Sängerin Giulia de Caro, genannt Ciulla.
1733 erlebte hier das berühmte Intermezzo La serva padrona von Giovanni Battista Pergolesi mit einem Libretto von Gennaro Antonio Federico seine Uraufführung.
Der letzte Impresario des Theaters war ab 1735 Angelo Carasale. Mit der Eröffnung des Teatro San Carlo 1737 verlor das San Bartolomeo jedoch seine führende Rolle, es stellte seine Produktionen ein und wurde in eine Kirche umgewandelt: die Chiesa della Graziella (Santa Maria delle Grazie) in der rua Catalana.  Die Kirche wurde beim Erdbeben von 1980 schwer beschädigt und war jahrzehntelang fürs Publikum geschlossen; nach den notwendigen Restaurierungsarbeiten wurde sie im Dezember 2014 wiedereröffnet und ist Sitz des Centro di musica da camera CERSIM (Zentrum für Kammermusik).

## Uraufführungen (Auswahl)
Im Folgenden handelt es sich um eine Auswahl musikhistorisch von besonders relevanten Werken.
- L’Armida von Benedetto Ferrari (1639)
- La Delia, o sia La sera sposa del sole von Mannelli (1639)
- Il pastor regio von Ferrari (1640)
- La ninfa avara von Ferrari (1641)
- Gli amori di Giasone e d’Isifile von Marco Marazzoli (1642)
- Narciso et Ecco immortalati von Filippo Vitali (1642)
- Il principe giardiniero von Ferrari (1643)
- L’Ulisse errante von Francesco Sacrati (1644)
- Alessandro vincitor di se stesso von Antonio Cesti (1651)
- Il Cesare amante (La Cleopatra) von Cesti (1651)
- Le magie amorose von Francesco Cavalli, mit Einlagen von Giuseppe Alfiero (1653)
- Il Ciro von Francesco Provenzale (1653 ?)
- La fedeltà trionfante von Giuseppe Alfiero (1655)
- Xerse von Francesco Cavalli, mit Einlagen von Francesco Provenzale  (1657)
- Il Teseo, o vero l’inconstanza trionfante von Francesco Provenzale (1658)
- L’Edmiro creduto Uranio von Giuseppe Tricarico (1670)
- Caligula delirante von Filippo Acciaiuoli (1673)
- Marcello in Siracusa von Ziani (1673)
- Chi tal nasce tal vive, o vero l’Alessandro Bala von Pietro Andrea Ziani (1678)
- Il Pompeo von Alessandro Scarlatti (1680) mit Giovanni Francesco Grossi
- Il Pirro e il Demetrio von Alessandro Scarlatti (1694)
- Bassiano, ovvero il maggior impossibile von Alessandro Scarlatti (1694)
- Massimo Puppieno von Alessandro Scarlatti (1695)
- Le nozze con l’inimico, overo l’Analinda von Alessandro Scarlatti (1695)
- Il trionfo di Camilla regina de Volsci von Giovanni Bononcini (1696)
- Comodo Antonino von Alessandro Scarlatti (1696)
- Penelope la casta von Alessandro Scarlatti (?1696)
- Didone delirante von Alessandro Scarlatti (1696)
- Aiace von Francesco Gasparini (1697)
- L’Emireno, overo il consiglio dell’ombra von Alessandro Scarlatti (1697)
- La caduta de’ decemviri von Alessandro Scarlatti (1697)
- Tito Manlio von Luigi Mancia (1698)
- La donna è ancora fedele von Alessandro Scarlatti (1698)
- Il prigionier fortunato von Alessandro Scarlatti (1698)
- Armida, Komponist unbekannt (1698)
- Partenope von Luigi Mancia (1699)
- Cesare in Alessandria von Giuseppe Antonio Vincenzo Aldrovandini (1699)
- L’Eraclea von Alessandro Scarlatti (1700)
- Odoardo von Alessandro Scarlatti (1700)
- Laodicea e Berenice von Alessandro Scarlatti (1701)
- Ariovisto von Francesco Mancini (1702)
- Silla von Francesco Mancini (1703)
- La costanza nell’honore von Francesco Mancini (1704)
- L’odio e l’amore von Antonio Vincenzo Aldrovandini (1704)
- Gli amanti generosi von Francesco Mancini (1705)
- L’incoronazione di Dario von Antonio Vincenzo Aldrovandini (1705)
- La serva favorita von Francesco Mancini (1705)
- Il più fedel tra vassalli von Antonio Vincenzo Aldrovandini (1705)
- Alessandro il grande in Sidone von Francesco Mancini (1706)
- Le gare generose tra Pompeo e Cesare von Domenico Natale Sarro (1706)
- Artaserse von Francesco Mancini (1708)
- Il Maurizio von Antonio Orefice (1708)
- Bellina e Lenno von Antonio Orefice (1708)
- Astarto von Nicola Fago (1709)
- Amore volubile e tiranno von Alessandro Scarlatti (1709)
- Mario fuggitivo von Francesco Mancini (1710)
- La principessa fedele von Alessandro Scarlatti (1710)
- La fede riconosciuta von Alessandro Scarlatti (1710)
- La pastorella al soglio von Antonio Orefice (1710)
- Velasco e Drusilla von Antonio Orefice (1710)
- Abdolomino von Giovanni Bononcini und Francesco Mancini (1711)
- Flavio Anicio Olibrio von Nicola Porpora (1711)
- Selim re d’Ormuz von Francesco Mancini (1712)
- La vittoria dell’amor coniugale von Carmine Giordani (1712)
- Caligola delirante von Antonio Orefice (1713)
- Agrippina von Francesco Mancini  (1713)
- L’amor tirannico ossia Zenobia von Francesco Feo (1713)
- Il gran Mogol von Francesco Mancini (1713)
- La Caligula delirante von Antonio Orefice (1713)
- Arminio von Alessandro Scarlatti (1714)
- Il Pisistrato von Leonardo Leo (1714)
- Il Vincislao von Francesco Mancini (1714)
- Carlo re d’Alemagna von Alessandro Scarlatti (1716?)
- Ciro von Domenico Natale Sarro (1716)
- I veri amici von Antonio Maria Bononcini (1715)
- Il gran Cid von Francesco Gasparini (1717)
- Lucio Papirio von Giuseppe Maria Orlandini (1717)
- Le fede ne tradimenti von Domenico Natale Sarro (1718)
- Armida al campo von Domenico Natale Sarro (1718)
- Arsace von Domenico Natale Sarro (1718)
- Alessandro Severo von Domenico Natale Sarro (1719)
- Faramondo von Nicola Porpora (1719)
- Cambise von Alessandro Scarlatti (1719)
- Ginevra principessa di Scozia von Domenico Natale Sarro (1720)
- Teuzzone von Francesco Feo (1720)
- La fortezza al cimento von Francesco Mancini (1721)
- Endimione von Antonio Maria Bononcini (1721)
- Arianna e Teseo von Leonardo Leo (1721)
- Publio Cornelio Scipione von Leonardo Vinci (1722)
- Bacocco e Ermosilla von Leonardo Vinci (1722) (Intermezzo)
- Partenope von Domenico Natale Sarro (1722)
- Lucio Vero von Domenico Natale Sarro (1722)
- Il Trajano von Francesco Mancini (1723)
- Siface von Francesco Feo (1723)
- Amare per regnare von Nicola Porpora (1723)
- Turno Aricino von Leonardo Leo (1724)
- Eraclea von Leonardo Vinci (1724)
- L’Eraclio von Giuseppe de Bottis (1724)
- Didone abbandonata von Domenico Natale Sarro (1724)
- L’impresario delle isole Canarie von Domenico Natale Sarro (1724)
- Astianatte von Leonardo Vinci (1725)
- Zenobia in Palmira von Leonardo Leo (1725)
- Amore e fortuna von Giovanni Porta (1725)
- La Lucinda fedele von Giovanni Porta (1726)
- Il Sesostrate von Johann Adolph Hasse (1726)
- Miride e Damari von Johann Adolph Hasse (1726)
- L’Astarto von Johann Adolph Hasse (1726)
- Larinda e Vanesio von Johann Adolph Hasse (1726)
- L’Ernelinda von Leonardo Vinci (1726)
- Gerone tiranno di Siracusa von Johann Adolph Hasse (1727)
- Moschetta e Grullo di Domenico Natale Sarro (1727) (Intermezzo)
- Grilletta e Porsugnacco von Johann Adolph Hasse (1727) (Intermezzo)
- La caduta de Decemviri von Leonardo Vinci (1727)
- L’Oronta von Francesco Mancini (1728)
- Flavio Anicio Olibrio von Leonardo Vinci (1728)
- Clitarco, o sia il più fedel tra gli amici von Pietro Filippo Scarlatti (1728)
- Attalo, re di Bitinia von Johann Adolph Hasse (1728)
- Carlotta e Pantaleone von Johann Adolph Hasse (1728) (Intermezzo)
- Scintilla e Don Tabarano o la Contadina von Johann Adolph Hasse (1728) (Intermezzo)
- L’Ulderica von Johann Adolph Hasse (1729)
- La serva scaltra (Dorilla e Balanzone) von Johann Adolph Hasse (1729) (Intermezzo)
- Merlina e Galoppo von Johann Adolph Hasse (1729) (Intermezzo)
- Il Tamese [Arsilda regina di Ponto] von Francesco Feo (1729)
- Tigrane von Johann Adolph Hasse (1729)
- Ezio von Johann Adolph Hasse (1730)
- Lucilla e Pandolfo von Johann Adolph Hasse (1730) (Intermezzo)
- La furbo e lo sciocco von Domenico Natale Sarro (1731) (Intermezzo)
- Artemisia von Domenico Natale Sarro (1731)
- Semiramide riconosciuta von Francesco Araja (1731)
- Alessandro nelle Indie von Francesco Mancini (1732)
- La Salustia von Giovanni Battista Pergolesi (1732)
- Nibbio e Nerina von Giovanni Battista Pergolesi (1732) (Intermezzo)
- Issipile von Johann Adolph Hasse (1732)
- Il Demetrio von Leonardo Leo (1732)
- Nitocri, regina d’Egitto von Leonardo Leo (1733)
- Il prigionier superbo von Giovanni Battista Pergolesi (1733)
- La serva padrona von Giovanni Battista Pergolesi (1733) (Intermezzo)
- Caio Marzio Coriolano von Nicola Conti (1734)
- L’umiltà esaltata von Tomaso Albinoni (1734)
- Il castello d’Atlante von Leonardo Leo (1734)
- Adriano in Siria von Giovanni Battista Pergolesi (1734)
- Livietta e Tracollo (La contadina astuta) von Giovanni Battista Pergolesi (1734) (Intermezzo)
- Cajo Marzio Coriolano von Nicola Conti (1734)
- Demofoonte von Domenico Sarro, Francesco Mancini, Leonardo Leo und Giuseppe Sellitto (1735)
- Emira von Leonardo Leo (1735)
- Lucio Papirio von Leonardo Leo (1735)
- Drusilla e Strabone von Giuseppe Sellitto (1735) (Intermezzo)
- Il Farnace von Leonardo Leo (1736)